# العلاقات الفلبينية الهندية
العلاقات الفلبينية الهندية هي العلاقات الثنائية التي تجمع بين الفلبين والهند.

## مقارنة بين البلدين
هذه مقارنة عامة ومرجعية للدولتين:
| وجه المقارنة                                              | الفلبين                       | الهند                       |
| --------------------------------------------------------- | ----------------------------- | --------------------------- |
| المساحة (كم2)                                             | 343.45 ألف                    | 3.29 مليون                  |
| عدد السكان (نسمة)                                         | 104.92 مليون                  | 1.35 مليار                  |
| الكثافة السكانية (ن./كم²)                                 | 305.49                        | 410.33                      |
| العاصمة                                                   | مانيلا                        | نيودلهي                     |
| اللغة الرسمية                                             | اللغة الفلبينية، لغة إنجليزية | اللغة الهندية، لغة إنجليزية |
| العملة                                                    | بيسو فلبيني                   | روبية هندية                 |
| الناتج المحلي الإجمالي (بليون دولار)                      | 313.60 مليار                  | 2.60 تريليون                |
| الناتج المحلي الإجمالي (تعادل القوة الشرائية) بليون دولار | 743.90 مليار                  | 8.00 تريليون                |
| الناتج المحلي الإجمالي الاسمي للفرد دولار أمريكي          | 2.90 ألف                      | 1.60 ألف                    |
| الناتج المحلي الإجمالي للفرد دولار أمريكي                 | 7.39 ألف                      | 5.70 ألف                    |
| مؤشر التنمية البشرية                                      | 0.668                         | 0.609                       |
| رمز المكالمات الدولي                                      | +63                           | +91                         |
| رمز الإنترنت                                              | .ph                           | .in، .भारत ‏، .بھارت ‏،        |
| المنطقة الزمنية                                           | توقيت الفلبين                 | ت ع م+05:30، توقيت الهند    |

## مدن متوأمة
في ما يلي قائمة باتفاقيات التوأمة بين مدن فلبينية وهندية:
- ترتبط مانيلا مع نيودلهي باتفاقية توأمة منذ 1966.[18][18][18]

## منظمات دولية مشتركة
يشترك البلدان في عضوية مجموعة من المنظمات الدولية، منها:
| علم المنظمة | اسم المنظمة                        | تاريخ انضمام الفلبين | تاريخ انضمام الهند |
| ----------- | ---------------------------------- | -------------------- | ------------------ |
|             | يونسكو                             | 21 نوفمبر 1946       | 4 نوفمبر 1946      |
|             | الفريق المعني برصد الأرض           | ?                    | ?                  |
|             | مؤسسة التمويل الدولية              | 12 أغسطس 1957        | 20 يوليو 1956      |
|             | بنك التنمية الآسيوي                | 1966                 | 1966               |
|             | منظمة حظر الأسلحة الكيميائية       | ?                    | ?                  |
|             | مؤسسة التنمية الدولية              | 28 أكتوبر 1960       | 24 سبتمبر 1960     |
|             | منظمة التجارة العالمية             | 1995                 | 1995               |
|             | وكالة ضمان الاستثمار متعدد الأطراف | 8 فبراير 1994        | 6 يناير 1994       |
|             | الاتحاد البريدي العالمي            | ?                    | ?                  |
|             | الاتحاد الدولي للاتصالات           | 25 مايو 1912         | 1869               |
|             | منظمة الشرطة الجنائية الدولية      | ?                    | ?                  |
|             | الأمم المتحدة                      | 24 أكتوبر 1945       | 30 أكتوبر 1945     |
|             | البنك الدولي للإنشاء والتعمير      | 27 ديسمبر 1945       | 27 ديسمبر 1945     |
|             | المنظمة الهيدروغرافية الدولية      | ?                    | ?                  |
|             | منتدى آسيان الإقليمي ‏              | ?                    | ?                  |

## وصلات خارجية
- موقع وزارة الخارجية الفلبينية
- موقع وزارة الخارجية الهندية